# Lâm Thuận
Lâm Thuận (sinh ngày 20 tháng 11 năm 1998) là một cầu thủ bóng đá người Việt Nam hiện tại đang thi đấu ở vị trí tiền vệ cánh cho câu lạc bộ Thành phố Hồ Chí Minh tại Giải bóng đá Vô địch Quốc gia Việt Nam.